# صیادان مروارید
صیادان مروارید (Les pêcheurs de perles) اپرایی سه پرده‌ای از ژرژ بیزه با اشعاری از اوژن کورمون و میشل کاره است. صیادان مروارید نخستین بار در ۳۰ سپتامبر ۱۸۶۳ در تئاتر لیریک در پاریس به روی صحنه رفت و اجرای آن، ۱۸ مرتبه دیگر در همان آغاز تکرار شد. داستان این اپرا در عهد باستان در جزیرهٔ سیلان می‌گذرد و دربارهٔ دو مرد است که عهد ازلی دوستی و رفاقت‌شان، به‌واسطهٔ عشقی که به یک زن پیدا کرده‌اند، در معرض تهدید و خطر قرار گرفته‌است؛ زنی که خود کاهنه است و میان عشق دنیوی و سوگند مقدسی که برای تجرد یاد کرده‌است، در تنگنا و بر سر دوراهی است. دوئت «در پشت معبد مقدس» که بیشتر با عنوان «دوئت صیادان مروارید» شناخته می‌شود، یکی از مشهورترین اپراهای دنیای غرب است.
هنگامی که این اپرا منتشر شد، ژرژ بیزه هنوز به ۲۵ سالگی نرسیده بود، اما جایگاه خود را در عالم موسیقی پاریسی تثبیت نموده بود. قرارداد ساخت این اپرا از آنجا ناشی شد که بیزه پیش‌تر برندهٔ کمک‌هزینه و جایزه بزرگ رم شده بود. این اپرا با آنکه با اقبال عمومی خوبی مواجه شد، اما اصحاب رسانه برخوردی خصمانه و تحقیرآمیز با آن داشتند. از میان آهنگسازان، هکتور برلیوز شایستگی فراوانی در این اپرا یافت و برخورد مثبتی با آن داشت. این اپرا دیگر در طول حیات بیزه اجرا نشد، اما از سال ۱۸۸۶ به بعد، به‌طور منظم‌تری در اروپا و آمریکای شمالی اجرا شد و از میانهٔ سدهٔ ۲۰ میلادی، مبدل به یکی از رپرتوارهای دائمی سالن‌های نمایش و اپرای دنیا گردید. با توجه به آن که دست‌نویس خطی و امضاشدهٔ این اپرا گم شده بود، تمامی اجراهای پس از ۱۸۸۶ میلادی، بر پایهٔ نسخه‌های اصلاح‌شده نت‌های اولیهٔ بیزه اجرا شد که عدول زیادی از نسخهٔ اصلی داشتند. از دههٔ ۱۹۷۰ میلادی، تلاش فراوانی شد تا نت‌های اپرا را بر اساس مقصود و هدف ژرژ بیزه بازسازی کنند.
منتقدان معاصر کمی مهربان‌تر از دوران بیزه بوده‌اند. مفسران امروزی کیفیت موسیقی را نامتوازن و گاهی نابدیع می‌دانند، اما تصدیق می‌کنند که این اپرا، اثری نویدبخش است که در آن استعداد بیزه در زمینهٔ ملودی و سازبندی مهیج به‌خوبی مشهود است. آنها پیش‌زمینه‌های روشنی از نبوغ آهنگساز را در این اپرا یافته‌اند که ۱۰ سال بعد در ساخت اپرای کارمن به اوج می‌رسد. از سال ۱۹۵۰ میلادی به بعد، اجراهای فراوانی از این اپرا - چه بر اساس نسخهٔ اصلی و چه بر پایهٔ نسخه‌های بازنویسی شده - انجام شده‌است.

## نقش‌ها
| نقش                                          | نوع صدا | هنرمندان اصلی (نخستین اجرا) ۳۰ سپتامبر ۱۸۶۳ (رهبر ارکستر: آدولف دلوفر) |
| -------------------------------------------- | ------- | ---------------------------------------------------------------------- |
| لیلا، یک کاهنهٔ برهما                         | سوپرانو | لئونتین د مائسن                                                        |
| نادر، یک صیاد                                | تنور    | فرانسوا مورینی                                                         |
| زورگا، رئیس صیادان                           | باریتون | اسماعیل                                                                |
| نورآباد، کاهن بزرگ برهما                     | بیس     | پروسپر گیو                                                             |
| گروه کُر برای صیادان، کاهنان و کاهنه‌های برهما |         |                                                                        |